# 185535 Gangda
185535 Gangda è un asteroide della fascia principale. Scoperto nel 2007, presenta un'orbita caratterizzata da un semiasse maggiore pari a 2,5683945 UA e da un'eccentricità di 0,2546261, inclinata di 6,46265° rispetto all'eclittica.